# Accept
Accept és un grup alemany de heavy metal de la ciutat de Solingen, originalment format el 1976 per Udo Dirkschneider.

## Biografia
Durant molts anys després de la seva aparició, el grup va patir constants canvis de formació. Va mantenir-se essencialment al nivell amateur, fent aparicions esporàdiques a festivals. La seva carrera professional començà el 1976, quan van ser convidats a tocar a un dels primers festivals de rock 'n roll a Alemanya Rock am Rhein. Després del festival, la banda va rebre una oferta per gravar en un estudi professional el seu primer disc Accept, un àlbum que malgrat els esforços de la banda no va tenir gaire èxit.
La primera formació estable estava composta pel cantant Udo Dirkschneider, els guitarristes Wolf Hoffmann i Gerhard Wahl, el baixista Peter Baltes i el bateria Frank Friedrich. Friedrich i Wahl van deixar la banda després de gravar Accept, des de llavors no van intentar continuar en el negoci de la música. Van ser reemplaçats per Stefan Kaufmann i Jörg Fischer, i amb aquesta formació la banda va gravar I'm a Rebel el 1980. Aquest va ser el disc que va cridar l'atenció dels mitjans, pel que a continuació van ser convidats al seu primer show televisiu.
Tres importants esdeveniments van tenir lloc el 1981. Primer, l'àlbum Breaker va sortir. Segon, es va signar un contracte amb el manager Gaby Hauke, que va durar al llarg de tota la carrera de la banda. Tercer, Accept es va unir a la gira mundial de Judas Priest i obtenir així un gran èxit, que va donar a conèixer la banda fora d'Europa.
El següent àlbum Restless and Wild va ser gravat el 1982, però sense la presència de Jörg Fischer, qui va deixar la banda un temps abans. Totes les guitarres d'aquest àlbum van ser interpretades per Wolf Hoffmann. Restless and Wild va representar una evolució en el so de la banda, que incorporava algunes característiques del gènere que més tard seria conegut com a speed metal. Va seguir un gran tour, i el guitarrista Jan Koemmet es va unir a la banda.
El seu pròxim treball, Balls to the Wall, va demostrar ser alguna cosa diferent del que havien gravat fins al moment. L'àlbum tenia una naturalesa conceptual i va incloure cançons que parlaven de temes com política, sexualitat i església. Les lletres de les cançons es van acreditar a un tal «Deaffy», qui més tard es va revelar com el pseudònim de Gaby Hauke. Ella va compondre les lletres de totes les cançons d'aquest àlbum, sense mai reclamar-ne l'autoria. Durant un show a la seva ciutat natal, el 1983, la banda es va trobar per casualitat amb Jörg Fischer. A insistència d'Hauke, Fischer va tornar a integrar el grup. Va seguir una gira mundial que acabaria el 1984 a l'històric festival Monsters of Rock.
Metal Heart va seguir a continuació, el 1985. Aviat va seguir l'àlbum en viu Kaizoku Ban. Russian Roulette va continuar la sèrie d'àlbums, produïts pel productor Dieter Dierks i llançat el 1986.
A mesura que passava el temps, les diferències van començar a aparèixer. Peter Baltes, Wolf Hoffmann i Gaby Hauke van expressar un creixent interès en els Estats Units, i passaven més temps a l'estranger, lluny de la banda. La distància entre ells va créixer, la banda va entrar en una crisi. Van decidir que Udo Dirkschneider mentrestant podria encarar un projecte en solitari. Els altres membres van treballar al costat d'Udo en la part tècnica del seu primer àlbum solista, titulat Animal House, presentat sota el nom d'U.D.O. a Europa i Estats Units.
Després d'un període d'inactivitat, Peter, Wolf i Stefan van començar a treballar una vegada més com a banda amb l'ajuda del cantant David Reece; la carrera en solitari d'Udo anava molt bé i el guitarrista Jörg Fischer havia deixat un cop més Accept. Després d'alguns demos, la banda es va sentir més segura amb la nova formació i va gravar Eat the Heat, el primer àlbum d'Accept sense Udo.
Una gira europea amb el suport del guitarrista Jim Stacey va seguir la presentació de l'àlbum. La gira es va interrompre sobtadament quan Stefan Kaufmann va patir una seriosa lesió en l'esquena. Va ser reemplaçat pel bateria Ken Mary per la resta de la gira. A la fi de la gira, Hoffman, Baltes i Hauke van constatar que Reece tenia una personalitat inestable i Kaufman necessitaria un llarg temps de recuperació. Van decidir dissoldre's el 1989.
Una compilació en viu titulada Staying a Life va ser presentada el 1990, i els fans de tot el món van reclamar una reunió. Durant una visita a Alemanya, Udo es va trobar amb els músics d'Accept i, després d'algunes discussions, van decidir rellançar la formació clàssica de la banda.
Objection Overruled va ser gravat el 1993. La reunió de la banda va ser qualificada com a reeixida a Europa i els Estats Units, on la banda treballava amb el segell Pavement Records. Li va seguir una gira mundial. Un altre àlbum, titulat Death Row, va ser gravat el 1994, però Kaufmann una vegada més no va poder participar-hi a causa dels seus recurrents dolors d'esquena. La banda va convidar Stefan Schwarzmann com a reemplaçament temporal i van començar a planificar la pròxima gira.
No obstant això els músics van començar a sentir l'estrès per una vida de constants gires. Un sentiment d'engegar-ho tot a dida es notava a l'ambient quan la banda va entrar als estudis per gravar Predator el 1995, aquesta vegada amb Michael Cartellone (de Damn Yankees) a la bateria. La gira final d'Accept de la dècada es va fer als Estats Units, Europa i Àsia, amb el seu últim concert a Tòquio (Japó), una de les capitals mundials del Heavy Metal.
La banda va estar inactiva per una dècada, llavors a principi de 2005 van anunciar una petita gira commemorativa amb la formació clàssica. L'últim concert es va dur a terme el 27 d'agost del 2005, a Kavarna, Bulgària al festival Monsters of Rock.

## Formació Clàssica
- Udo Dirkschneider - Cantant
- Wolf Hoffmann - Guitarra
- Peter Baltes - Baix
- Stefan Kaufmann - Bateria
- Jörg Fischer - Guitarra

## Discografia

### D'estudi
- Accept (1979)
- I'm a Rebel (1980)
- Breaker (1981)
- Restless & Wild (1982)
- Balls to the Wall (1983)
- Metal Heart (1985)
- Russian Roulette (1986)
- Eat the Heat (1989)
- Objection Overruled (1993)
- Death Row (1994)
- Predator (1996)
- Blood of the Nations (2010)
- Stalingrad (2012)
- Blind Rage (2014)
- The Rise of Chaos (2017)
- Too Mean to Die (2021)
- Humanoid (2024)

### Recopilacions i en directe
- Best of Accept (Recopilació, 1983)
- Kaizoku-Ban (Directe, 1985)
- Hungry Years (Recopilació, 1986)
- Staying a Life (Directe, 1990)
- The Collection (Recopilació, 1991)
- Accept Live In Japan (Directe, 1992)
- No Substitutes (Recopilació, 1992)
- Restless the Best (Recopilació, 1994)
- All Areas - Worldwide (Directe, 1997)
- Hot and Slow (Recopilació, 2000)
- Playlist: The Very Best Of Accept (Recopilació, 2013)
- Live in Chile (Directe, 2014)
- Restless & Live - Blind Rage - Live in Europe 2015 (Directe, 2017)